# Pam Fletcher
Pam Fletcher (* 30. Januar 1963 in Acton, Massachusetts) ist eine ehemalige US-amerikanische Skirennläuferin.
Fletcher gewann in ihrer Karriere ein Rennen in der Abfahrt, am 15. März 1986 war sie in Vail (USA) siegreich. Sie erreichte zudem noch drei dritte Plätze, einmal im Super-G und zweimal in der Abfahrt.

Beim Einfahren für die am 18. Februar 1988 in Nakiska geplante Olympiaabfahrt, bei der sie die Start-Nr. 1 gehabt hätte, stieß sie mit einem Pistenordner zusammen und zog sich einen Bruch am obersten Knochen des rechten Unterschenkels zu. (Quelle: »Sport Zürich« Nr. 21 vom 19. Februar 1988, Seite 2, Titel: »Zoe Haas bleibt ein Pechvogel«, letzter Absatz.) Ihre Karriere beendete Fletcher im Jahr 1989.